# Chilcoot-Vinton
Chilcoot-Vinton és una població dels Estats Units a l'estat de Califòrnia. Segons el cens del 2000 tenia 387 habitants.

## Demografia
Segons el cens del 2000, Chilcoot-Vinton tenia 387 habitants, 163 habitatges, i 101 famílies. La densitat de població era d'11,3 habitants per km².
Dels 163 habitatges en un 30,7% hi vivien nens de menys de 18 anys, en un 52,1% hi vivien parelles casades, en un 6,1% dones solteres, i en un 38% no eren unitats familiars. En el 36,2% dels habitatges hi vivien persones soles el 8% de les quals corresponia a persones de 65 anys o més que vivien soles. El nombre mitjà de persones vivint en cada habitatge era de 2,37 i el nombre mitjà de persones que vivien en cada família era de 3,12.
Per edats la població es repartia de la següent manera: un 28,7% tenia menys de 18 anys, un 4,7% entre 18 i 24, un 25,1% entre 25 i 44, un 32,8% de 45 a 60 i un 8,8% 65 anys o més.
L'edat mediana era de 39 anys. Per cada 100 dones de 18 o més anys hi havia 112,3 homes.
La renda mediana per habitatge era de 35.938 $ i la renda mediana per família de 39.583 $. Els homes tenien una renda mediana de 42.361 $ mentre que les dones 21.406 $. La renda per capita de la població era de 17.355 $. Entorn del 10% de les famílies i el 12% de la població estaven per davall del llindar de pobresa.

## Poblacions més properes
El següent diagrama mostra les poblacions més properes.